# Denis Saint-Jacques
Pour les articles homonymes, voir Saint-Jacques.
Denis Saint-Jacques, né à Québec le 12 octobre 1938 est le fils de l'ingénieur Jean St-Jacques et de Louise Roy, sœur de Mgr Maurice Roy. À cette époque, les bonnes familles de Québec, les Des Rivières, Germain, de Koninck, Saint-Jacques, Lamontagne, Lesage et autres, se fréquentent. 
Il est actuellement professeur associé au département de littérature, théâtre et cinéma de l'Université Laval et membre du Centre de recherche interuniversitaire sur la littérature et la culture québécoises (CRILCQ) qu’il a cofondé avec Micheline Cambron en 2003. 
Il se destine d'abord à la carrière d'ingénieur, tout en collaborant au Théâtre de L’Estoc, mais s’inscrit bientôt en licence à la Faculté des Lettres de l’Université Laval, licence qu’il obtient en 1963. Après un Doctorat en littérature française à l'Université de Strasbourg (1965), avec une thèse sur Antonin Artaud et le théâtre, il est professeur au Saint Michael’s College de l'Université de Toronto de 1965 à 1970, puis à l'Université Laval de 1970 à 2005 et devient Professeur émérite en 2008.
Il a été directeur du Centre de recherche sur la littérature québécoise de l’Université Laval (CRELIQ)  de 1986 à 2003 et directeur associé au Centre de sociologie européenne du CNRS à l’invitation de Gisèle Sapiro en 2003.
Ses travaux ont porté notamment sur l’histoire et la sociologie de la littérature québécoise des XIXe et XXe siècles, sur la littérature de grande consommation, romans en fascicules, best-sellers et magazines, au Québec.

## Enseignement et encadrement
Denis Saint-Jacques a d'abord enseigné la littérature, française et québécoise, et le théâtre, à l'Université de Toronto (Saint Michael's College);  il y dirige la troupe des étudiants du programme de français de 1967 à 1970*.  À l'Université Laval, il est recruté comme professeur de théâtre;  il tient une chronique sur le théâtre de Québec à la CBC[réf. nécessaire] et publie des recensions de pièces de théâtre dans Lettres québécoises [réf. nécessaire]. Il se consacre depuis lors à l'enseignement de la littérature québécoise.
Il supervise à l'Université Laval de nombreux étudiants dont plusieurs publieront la thèse réalisée sous sa direction, notamment Esther Pelletier, Chantal Hébert, Marie-José Des Rivières et Chantal Savoie et Marie-Frédérique Desbiens[réf. nécessaire].
On a donné le nom de Denis Saint-Jacques à une bourse qui vise à favoriser la complétion d'une maîtrise ou d'un doctorat : Bourse Denis Saint-Jacques du CRILCQ.

## Domaines de recherche

### Histoire et sociologie de la littérature

#### Le dictionnaire du littéraire
Après avoir organisé, avec Marc Angenot et Alain Viala, le colloque international La littérature comme objet social (Université Laval, 26 au 29 octobre 1994), s’est posée la question d’un prolongement utile, visant à approfondir l’apport d’une perspective sociologique pour les études littéraires. Sous la direction de Paul Aron, Denis Saint-Jacques et Alain Viala, s’est mise en place une équipe d’une soixantaine de chercheurs internationaux. Au cours de nombreuses réunions, le modèle des notices et le format définitif du Dictionnaire du littérairea ainsi pris forme. Une liste de 500 entrées a été définie, attribuée à un ou plusieurs auteurs, relue ensuite par l’équipe éditoriale, avant d’être validée pour publication. En 2002 est alors parue la première édition de ce qui allait devenir un « classique » des études littéraires au début du XXIe siècle avec plus de 15000 exemplaires vendus en trois éditions, 2002, 2004 la dernière, en format de poche (Quatro) a été publiée en 2010).

#### La vie littéraire au Québec
A la fin des années 1980, les chercheurs du CRELIQ s’attèlent à un projet scientifique de grande ampleur : retracer l’avènement des pratiques littéraires francophones au Canada, des débuts jusqu’en 1970. Rédigé dans un premier temps par Maurice Lemire comme chercheur principal, codirigé par Denis Saint-Jacques et Lucie Robert, La Vie littéraire au Québec compte actuellement 6 volumes. Il propose une lecture globale, historique, de l’ensemble des textes et procède à un examen approfondi de leurs conditions de production, de diffusion et de consommation. 

## Publications

### Histoire
- Sous la direction de Denis Saint-Jacques et Marie-Frédérique Desbiens, « La révolution littéraire des années 1940 au Québec », Voix et images, Hiver 2016.
- Sous la direction de Denis Saint-Jacques et Lucie Robert, La Vie littéraire au Québec. 1919-1934. Le nationaliste, l’individualiste et le marchand. Québec, PUL, 2011, p.
- Sous la direction de Denis Saint-Jacques et de Maurice Lemire. La Vie littéraire au Québec. 1895-1918. « Sois fidèle à ta Laurentie ». Québec, PUL, 2005, 680 p.
- Sous la direction de Maurice Lemire et de Denis Saint-Jacques. La Vie littéraire au Québec. 1870-1894 Je me souviens. Québec, PUL, 1999, 691 p.
- Sous la direction de Maurice Lemire et de Denis Saint-Jacques. La Vie littéraire au Québec. 1840-1869. Ce peuple sans histoire et sans littérature. Québec, PUL, 1996, 693 p.
- Viala, Alain et Saint-Jacques Denis, « À propos du champ littéraire : histoire, géographie, histoire littéraire », p. 395-406 dans Les Annales, Histoire, Sciences sociales, no 2 mars-Avril 1994.
- Sous la direction de Denis Saint-Jacques. Tendances actuelles en histoire littéraire canadienne. Québec, Nota bene, 2003, 234 p.
- Sous la direction de Denis Saint-Jacques, Littérature et Idéologie. La mutation de la société québécoise de 1940 à 1972, Sainte-Foy, Université Laval, Cahiers de l'ISSH, 1976.

### Sociologie de la littérature
- Sous la direction de Paul Aron, Alain Viala et Denis Saint-Jacques. Dictionnaire du littéraire. Paris, PUF, Quadrige/Dicopoches, 2010, troisième édition revue et augmentée. 2004, 654 p., deuxième édition revue et augmentée. Première édition, 2002, 634 p.Traduction arabe, Editions Majd/eup (Liban), 2012, 1334 p.
- Sous la direction de Denis Saint-Jacques. Que vaut la littérature ? Littérature et conflits culturels, Québec, Nota bene, 2000, 380 p.
- Sous la direction de Marc Angenot, Denis Saint-Jacques et Alain Viala, La littérature comme objet social. No spécial de Discours social/Social Discourse, vol 7, no 3-4: 1995, 274 p.
- Sous la direction de Denis Saint-Jacques, L'acte de lecture. Québec, Nuit Blanche, 1994, 305 p. Réédition poche chez Nota bene,1997.

### Histoire des pratiques culturelles
- Sous la direction de Denis Saint-Jacques et Marie-José des Rivières, De la Belle Époque à la Crise. Chroniques de la vie culturelle à Montréal, Montréal, Nota Bene, 2015.
- En collaboration avec Marie-José des Rivières, Chercher fortune à Montréal. Anthologie. Montréal, Éditions Nota bene, « NB poche », 2014.  « Montréal, foyer de la vie culturelle au Canada français durant la première moitié du XXe siècle. Domination et résistance. », p. 23-40 dans GLOBE. Revue internationale d’études québécoises, vol. 15, 2012, nos 1et 2.
- En collaboration avec Marie-José des Rivières, L’heure des vaches et autres récits du terroir. Anthologie, Québec, Éditions Nota bene, « NB poche », 2011.
- Sous la direction de Yvan Lamonde et Denis Saint-Jacques. 1937 : un tournant culturel, Québec, Les Presses de l’Université Laval, 2009, 371 p.
- Sous la direction de Denis Saint-Jacques. L'artiste et ses lieux. Les régionalismes de l'entre-deux-guerres face à la modernité. Québec, Nota bene, 2007, 378 p.
- « Les magazines populaires en français », p. 333-337 dans Lamonde, Fleming et Black éd., Histoire du livre et de l’imprimé. Volume II : de 1840 à 191, Montréal, Presses de l’Université de Montréal, 2005.
- Denis Saint-Jacques, Carole Gerson et Marie-José des Rivières, « Les magazines féminins », p. 263-267, et « Les best-sellers » Klae Ryder, Denis Saint-Jacques et Claude Martin, p. 485-489, dans Gerson Carole et Jacques Michon dir., Histoire du livre et de l’imprimé au Canada, Montréal, Presses de l’université de Montréal, 2007.
- Denis Saint-Jacques et Marie-José des Rivières « La littérature populaire », p. 457-473 dans sous la dir. de Denise Lemieux Traité de la culture au Québec, INRS-Culture et société, Presses de l’Université Laval, 2002.
- Sous la direction de Maryse Souchard, Denis Saint-Jacques et Alain Viala. Les jeunes. Pratiques culturelles et engagement collectif. (Préédition Belfort, Archives départementales, 1996, 276 p.) Québec, Nota Bene, 2000, 301 p.
- Sous la direction de Lucie K. Morisset, Luc Noppen et Denis Saint-Jacques. Ville imaginaire, ville identitaire. Échos de Québec. Québec, Nota Bene, 1999, 347 p.
- Saint-Jacques, Denis, Julia Bettinotti, Marie-José Des Rivières, Paul Bleton, Chantal Savoie. Femmes de rêve au travail. Les femmes et le travail dans les productions écrites de grande consommation, au Québec, de 1945 à aujourd'hui. Québec, Nota bene, 1998, 187 p.
- Saint-Jacques, Denis, Jacques Lemieux, Claude Martin et Vincent Nadeau, Ces livres que vous avez aimés. Les best-sellers au Québec de 1970 à aujourd'hui. Québec, Nuit Blanche, 1994, 223 p. Réédition en poche chez Nota bene,1997.
- Sous la direction Denis Saint-Jacques et de Roger de la Garde, Les pratiques culturelles de grande consommation. Le Marché francophone. Québec, Nuit Blanche, CEFAN, 1992, 253 p.  En collaboration, Le Phénomène IXE-13, Québec, Presses de l'université Laval, 1984, 375 p.

## Prix et distinctions
- Prix Raymond-Klibansky